# زبان سائورون
زبان سائورون یا دهان سائورون یک شخصیت داستانی در رشته افسانه‌های جان رونالد روئل تالکین در سرزمین میانه است. او در ارباب حلقه‌ها:بازگشت پادشاه به هنگام باز شدن دروازه‌های سیاه موردور به عنوان فرستاده ویژه سائورون حضور یافت. او به نژاد نومه نوری‌های سیاه تعلق دارد. او هنگام جنگ با ارتش غرب در مقابل دروازهٔ سیاه موردور آراگورن و گندالف را متقاعد می‌کند تا پیروزی سائورون در سرزمین میانه را بپذیرند. وقتی که گندالف پیشنهاد او را رد می‌کند زبان سائورون تمام ارتش موردور را به سمت آن‌ها حمله‌ور می‌کند. همچنین او به عنوان ستوان باراد-دور نیز شناخته شده‌است، او به سائورون برای بسیاری از سال‌های عمر خود خدمت کرد و جادوی سیاه را آموخت اما نام خود را فراموش کرد. زبان سائورون تا ملاقاتش با آراگورن و گندالف ۶۸ سال به سائورون خدمت کرده بود. زبان سائورون ممکن است بیش از ۳۰۰۰ سال سن داشته باشد. این بعید است که هیچ مرد فانی بتواند به مدت طولانی زنده بماند و همچنین تالکین به صراحت می‌گوید که او یک شبح نیست بلکه یک انسان زنده است.

## ایجاد
ظاهراً زبان سائورون تأثیر گرفته از کتاب مقدس است. شخصیت آن منطبق بر شرح نبی کاذب در مکاشفه یوحنا است که با کلمات متکبر و کفرآمیز صحبت می‌کند، و پیشنهاد دهان برای صلح در بردگی است که با فرانسه ویشی تحت اشغال آلمان مقایسه شده‌است.

## در بازگشت پادشاه
در فیلم ارباب حلقه‌ها:بازگشت پادشاه زبان سائورون با صدای دان مسیک حضور یافت، اما او در نسخه سینمایی فیلم حضور نداشت زیرا که صحنه حضور او جز حذفیات فیلم ارباب حلقه‌ها بود. او در فیلم با کلاهی بر روی سرش که فقط دهان فاسد و لب‌های ترک خورده اش نمایان است به آراگورن و گندالف با نشان دادن زره فرودو بگینز و با اشاره به اسارت او (که این‌گونه نبود) به آراگورن و گندالف پیشنهاد عقب‌نشینی و پذیرفتن پیروزی سائورون را به آن‌ها می‌دهد ولی آراگورن با شمشیر سر او را از بدنش جدا می‌کند و او را می‌کشد.